# Biodiversidad agrícola

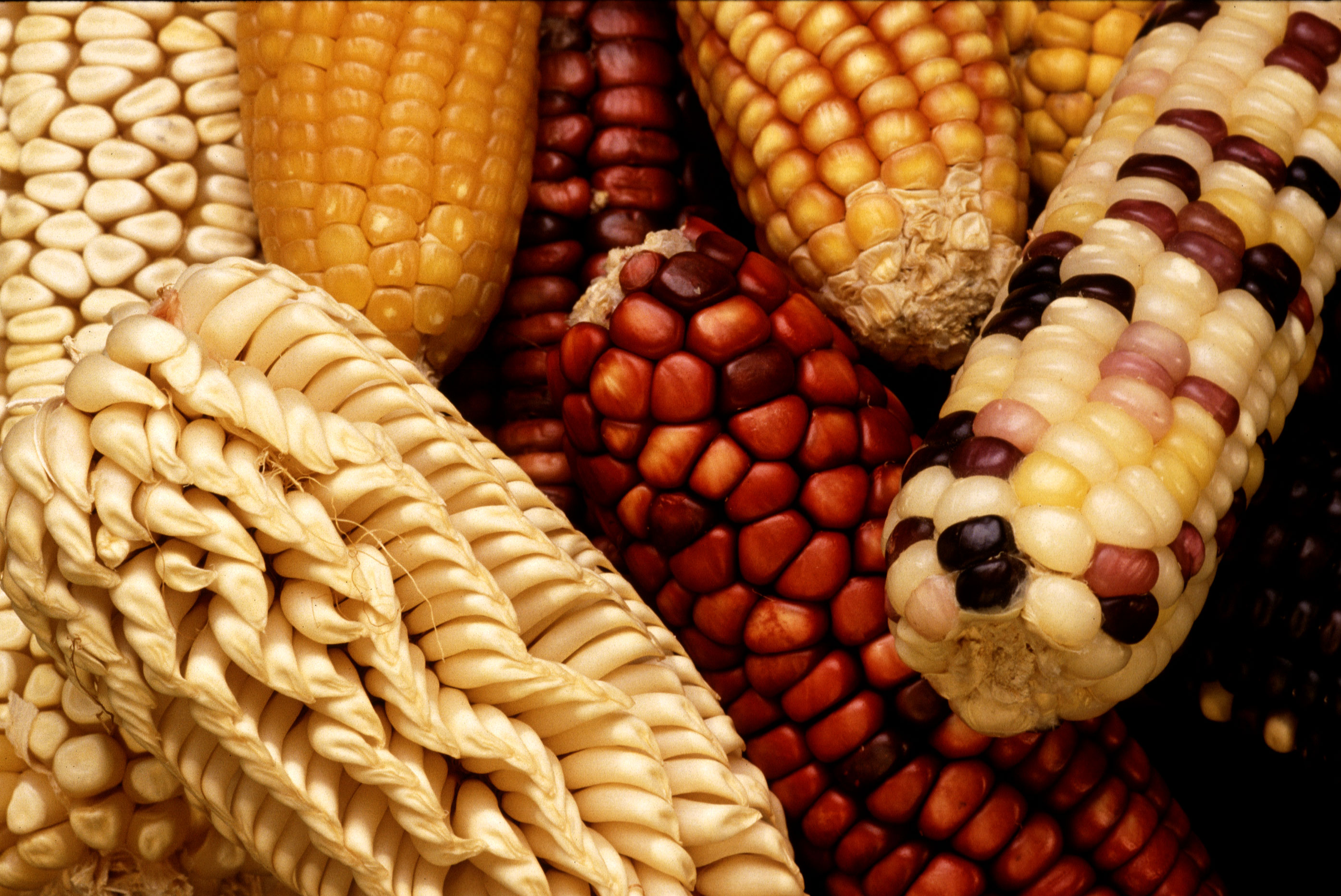

La biodiversidad agrícola es una rama de la biodiversidad general que incluye todas las variedades de cultivo. 

## Prototipo
El origen de la biodiversidad agrícola se entrelaza con el origen multifocal de la agricultura, que según Braidwood supone a cazadores-recolectores que en estrecha relación con el medio ecológico generaron procesos de arraigo territorial y de diversificación de las fuentes alimentarias. Actualmente podemos ver el resultado primero de la agricultura, los policultivos practicados por los pueblos indígenas en diferentes lugares del mundo.
La "chagra" de la Amazonia, por ejemplo, es un sistema de horticultura itinerante que combina cultivos de yuca, mafafas y otros tubérculos, como base, con maíz, chontaduro y frutales muy diversos. Integra cultivos de largo, mediano y corto plazo. La tumba de una parte reducida del bosque es asimilada progresivamente por este, de manera que surge allí finalmente un bosque secundario y se abre una nueva chagra en otro lugar, que a su vez se auto reforesta. Actualmente hay un creciente reconocimiento de los aportes de este sistema complejo al diseño de agroecosistemas sostenidos

## Dos modelos
Las variedades de cultivo en general se clasifican en "variedades convencionales" y "variedades tradicionales" de los granjeros campesinos o indígenas. Las primeras vienen de las razas o variedades creadas en laboratorio y son caracterizadas por tener una alta producción y alto grado de uniformidad genética. En contraste, las variedades tradicionales son producto de las razas y selecciones hechas por los propios agricultores durante muchos años de práctica. Estas representan un más alto nivel de diversidad genética y se enfocan en la conservación de esfuerzos culturales. Las primeras muestran su potencial en condiciones de cultivo óptimas (suelos profundos, dispoonibilidad de agua, fríos que interrumpen el ciclo de las plagas y enfermedades...), mientras que las segundas presentan una mayor capacidad de resistencia a situaciones de estrés, adaptabilidad a diferentes condiciones de cultivo y resiliencia.
El contraste en las variedades modernas y tradicionales hace parte de la existencia de dos modelos de agricultura en el mundo. Uno, basado en la producción industrial a gran escala e insumos de origen industrial (protegidos a veces por patentes) y otro, basado en mantener agroecosistemas sustentables, en granjas con sistemas ecológicos y orgánicos e insumos naturales, por ejemplo semillas producidas por los propios agricultores o fertilizantes orgánicos producidos en las propias granjas.
El modelo de agricultura industrial basado en los monocultivos ha sido muy perjudicial para la biodiversidad agrícola; tal es así que la FAO en su Informe sobre el Estado de los Recursos Fitogenéticos en el Mundo plantea que "La principal causa contemporánea de pérdida de diversidad genética ha sido la generalización de la agricultura comercial moderna".
La justificación de las técnicas industriales en la agricultura es la búsqueda de eficiencia y productividad y especialmente la alta rentabilidad. En contraste, las pequeñas granjas que respetan la biodiversidad tienen una productividad mucho más alta en términos de uso eficiente de los recursos y una mayor producción de biomasa y de alimentos por unidad

## Debate
Si la productividad se concibe como la producción por unidad de área de un monocultivo, al plantar solo un cultivo en un campo completo como monocultivo aumentará su productividad individual. Sin embargo, si se siembran múltiples cultivos, aunque la mezcla tendrá bajas productividades en cada cultivos individual se podrá lograr en cambio una más alta entrega total de alimentos, una mayor cantidad de nutrientes por unidad de área. Obviamente es diferente la perspectiva del inversionista agroindustrial cuyo objetivo es ganar más dinero con su inversión, que la del granjero o indígena que trata de alimentar a su familia o a su comunidad.
El debate sobre la rentabilidad comporta por otra parte la perspectiva ambientalista que considera que la agricultura industrial usa gratuitamente recursos naturales e incluso los destruye (agua subterránea, bosques, fauna), sin pagar por ello y en tal forma obtiene utilidades económicas apropiando recursos públicos, que termina pagando la sociedad.
Un movimiento internacional por la biodiversidad agrícola está unido hoy a los movimientos campesinos y construye una base científica para el sostenimiento de una agricultura alternativa.
La biodiversidad cultivada tiene un especial papel en la nueva agricultura agroecológica, ya que esta se fundamenta, entre otros aspectos, en incrementar la biodiversidad de los agroecosistemas.